# Categoría Primera A 1953
Die Categoría Primera A 1953 war die sechste Austragung der kolumbianischen Fußballmeisterschaft. Die Meisterschaft konnte Millonarios vor Deportes Quindío verteidigen und gewann zum dritten Mal in Folge und zum vierten Mal insgesamt den Titel. Torschützenkönig wurde der Argentinier Mario Garelli von Deportes Quindío mit 20 Toren.
Die Teilnehmerzahl sank von 15 auf 12 Mannschaften. Deportivo Manizales, Universidad und América de Cali nahmen nicht mehr teil. América de Cali kehrte 1954 zurück, Universidad verschwand komplett, Deportivo Manizales tauchte später als Once Caldas wieder auf. Außerdem verschwand Deportivo Samarios und wurde durch Unión Magdalena ersetzt. Atlético Bucaramanga spielte nur 12 Spiele. Die ausstehenden Spiele wurden 1:0 für den Gegner gewertet.
1953 endete die goldene Zeit der kolumbianischen Fußballliga.

## Teilnehmer
Die folgenden Vereine nahmen an der Spielzeit 1953 teil.
| Mannschaft                                          | Stadt        | Departamento       |
| --------------------------------------------------- | ------------ | ------------------ |
| Atlético Nacional                                   | Medellín     | Antioquia          |
| Boca Juniors de Cali                                | Cali         | Valle del Cauca    |
| Atlético Bucaramanga                                | Bucaramanga  | Santander          |
| Deportivo Cali                                      | Cali         | Valle del Cauca    |
| Cúcuta Deportivo                                    | Cúcuta       | Norte de Santander |
| Independiente Santa Fe                              | Bogotá       | Bogotá             |
| Junior                                              | Barranquilla | Atlántico          |
| Unión Magdalena                                     | Santa Marta  | Magdalena          |
| Millonarios                                         | Bogotá       | Bogotá             |
| Deportivo Pereira                                   | Pereira      | Caldas 1           |
| Deportes Quindío                                    | Armenia      | Caldas 1           |
| Sporting                                            | Barranquilla | Atlántico          |
| 1 Risaralda und Quindío wurden erst 1966 gegründet. |              |                    |

## Tabelle
| Pl. | Verein               | Sp. | S  | U | N  | Tore    | Diff. | Punkte |
| --- | -------------------- | --- | -- | - | -- | ------- | ----- | ------ |
| 1.  | Millonarios (M, P)   | 22  | 14 | 7 | 1  | 051:220 | +29   | 35:90  |
| 2.  | Deportes Quindío     | 22  | 14 | 5 | 3  | 066:400 | +26   | 33:11  |
| 3.  | Boca Juniors de Cali | 22  | 13 | 5 | 4  | 044:300 | +14   | 31:13  |
| 4.  | Santa Fe             | 22  | 12 | 5 | 5  | 057:300 | +27   | 29:15  |
| 5.  | Cúcuta Deportivo     | 22  | 11 | 4 | 7  | 058:420 | +16   | 26:18  |
| 6.  | Deportivo Cali       | 22  | 9  | 8 | 5  | 038:300 | +8    | 26:18  |
| 7.  | Atlético Nacional    | 22  | 10 | 5 | 7  | 057:450 | +12   | 25:19  |
| 8.  | Unión Magdalena      | 22  | 6  | 3 | 13 | 035:580 | −23   | 15:29  |
| 9.  | Sporting             | 22  | 6  | 3 | 13 | 038:680 | −30   | 15:29  |
| 10. | Junior               | 22  | 4  | 7 | 11 | 038:530 | −15   | 15:29  |
| 11. | Deportivo Pereira    | 22  | 6  | 2 | 14 | 042:720 | −30   | 14:30  |
| 12. | Atlético Bucaramanga | 22  | 0  | 0 | 22 | 011:450 | −34   | 0:44   |

| (M, P) | Meister 1952 und Pokalsieger 1952/53: Millonarios |

## Torschützenliste
| Pl. | Spieler       | Mannschaft       | Tore |
| --- | ------------- | ---------------- | ---- |
| 1.  | Mario Garelli | Deportes Quindío | 20   |
| 2.  | Rubén Padín   | Santa Fe         | 19   |
| 3.  | Felipe Marino | Sporting         | 17   |